# Leptotarsus bonaespei
Leptotarsus bonaespei är en tvåvingeart som först beskrevs av Ernst Evald Bergroth 1888.  Leptotarsus bonaespei ingår i släktet Leptotarsus och familjen storharkrankar. Inga underarter finns listade i Catalogue of Life.